# Shackles - Benvenuti alla scuola dei duri
Shackles - Benvenuti alla scuola dei duri (Shackles) è un film del 2005 diretto da Charles Winkler.

## Trama
Ben Cross, uno insegnante in crisi poiché ha compiuto una violenza su uno studente, non insegna ormai da molti anni. Un giorno però viene contattato per un lavoro al carcere shaclaton, e poiché gli piacciono le sfide accetta. Nel frattempo in questo carcere arriva Gabriel Garcia, un giovane detenuto che si dichiara innocente. Le iscrizioni alla scuola sono molto scarse allora Ben ha un'idea per invogliare i giovani detenuti, una gara di pesi che permetterà ai ragazzi di raccontare la loro vita. Il vincitore sarà proprio Gabriel, che potrà partecipare quindi alla gara cittadina uscendo per l'occasione dal carcere. Ma un susseguirsi di violenze farà sì che la gara si svolga all'interno del carcere qui però è boicottata da una protesta di studenti che sono venuti a sapere che la loro scuola, che gli fornisce l'unica speranza di vita, verrà chiusa a causa di un gesto violento compiuto ai danni di Gabriel Garcia proprio da Ben.